# Teatro Adriano
Le Teatro Adriano (en français, Théâtre Adriano), aussi connu comme Politeama Adriano et Cinéma Adriano, est un cinéma et un ancien théâtre situé sur la Piazza Cavour à Rome, dans le quartier de Prati.  

## Histoire
Il a été construit par Pio Gallas et Romeo Bisini sur un projet de l'architecte Luigi Rolland (le père de Luigi Moretti) et inauguré le 1er juin 1898, avec une représentation de l'opéra d'Amilcare Ponchielli La Gioconda conduite par Edoardo Mascheroni. De 1936 à 1946 le théâtre a abrité les concerts de l'Académie Nationale de Sainte-Cécile, et a été restructuré en salles de représentations et de concerts. En 1965, l'endroit a accueilli pendant deux soirées des concerts des Beatles. L'Adriano fut vendu en 1984, et transformé intérieurement en complexe cinématographique. Le cinéma multisalles a ouvert en 2000.

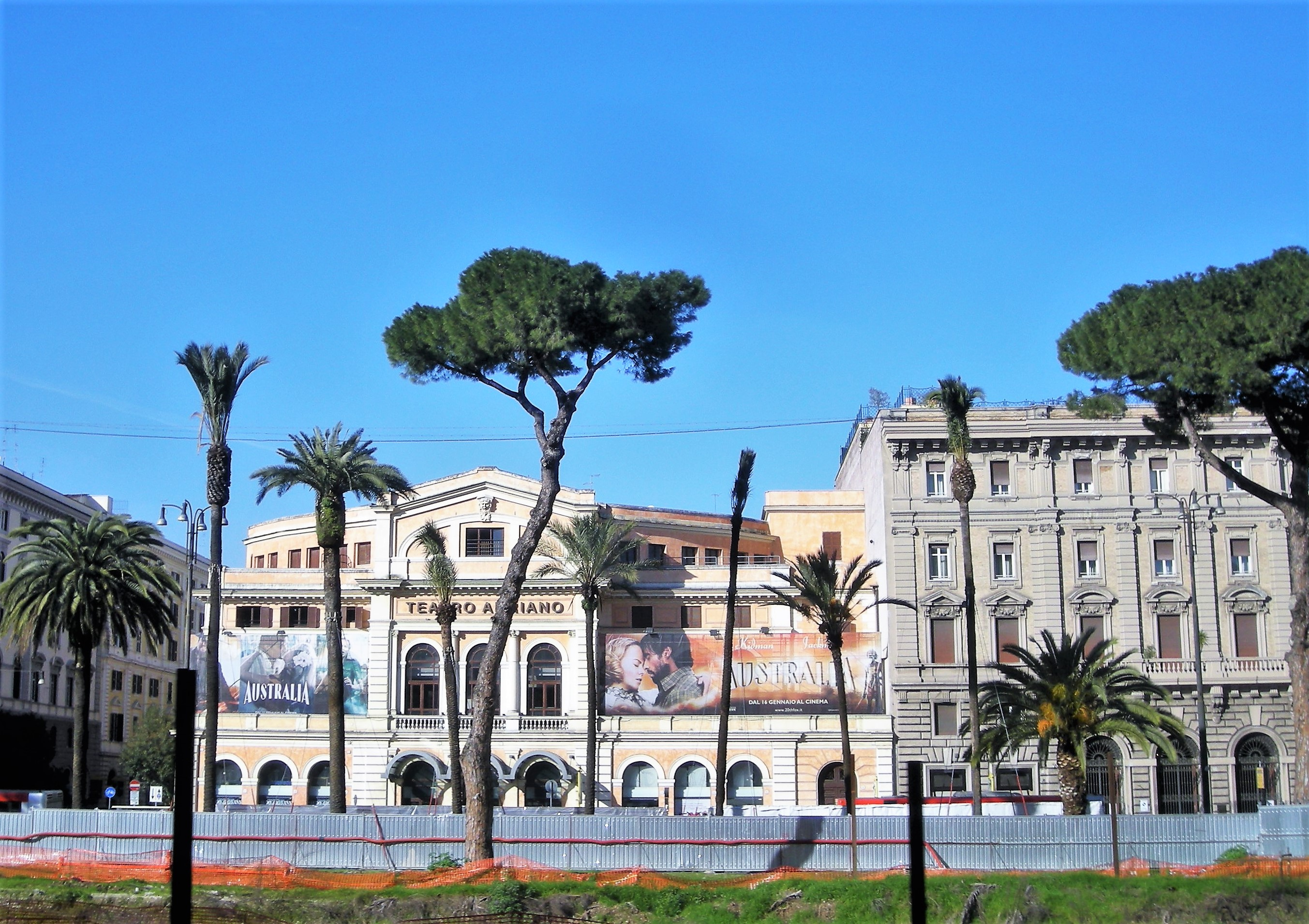
Vue de l'extérieur
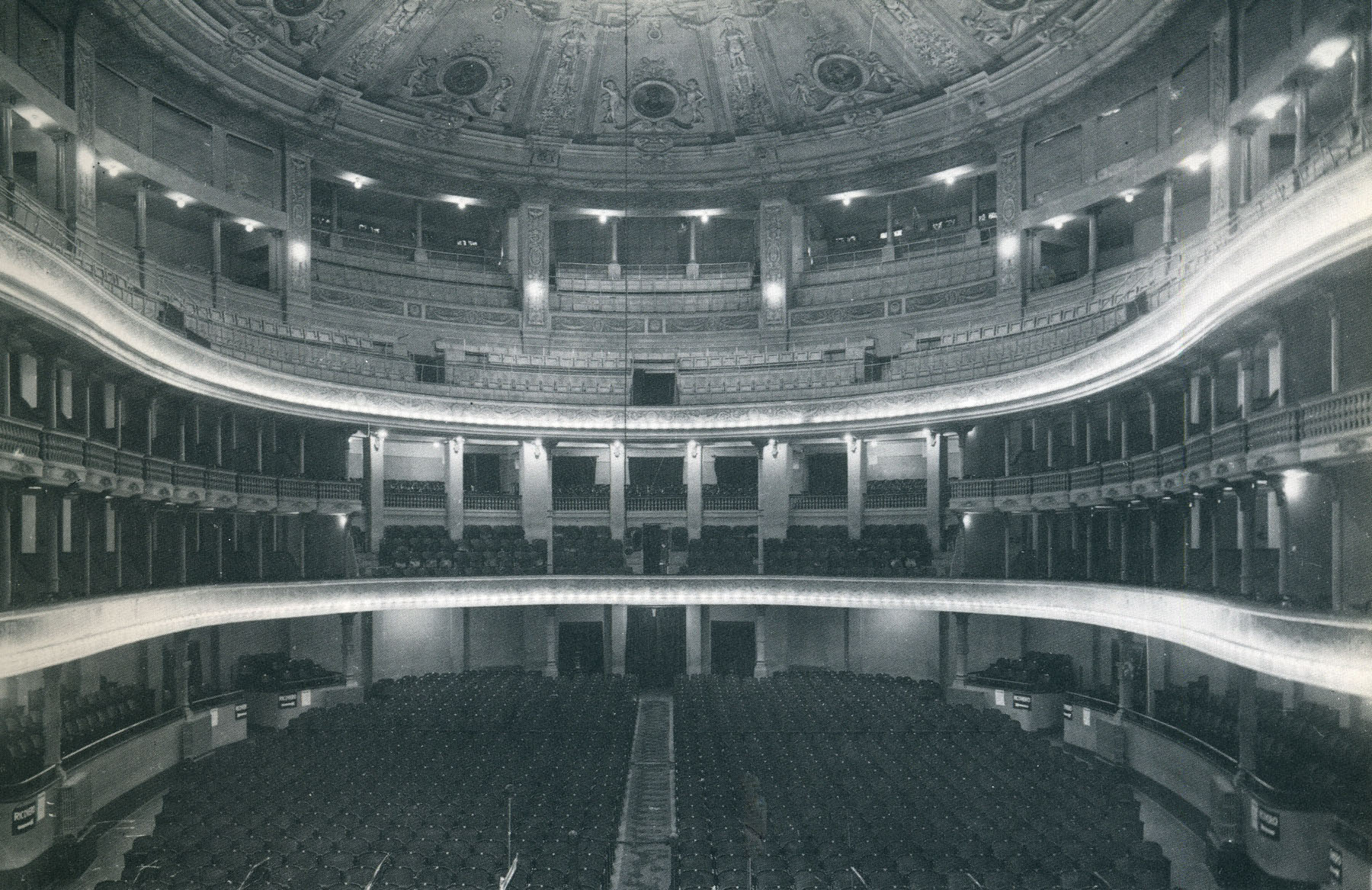
Salle du théâtre en 1900
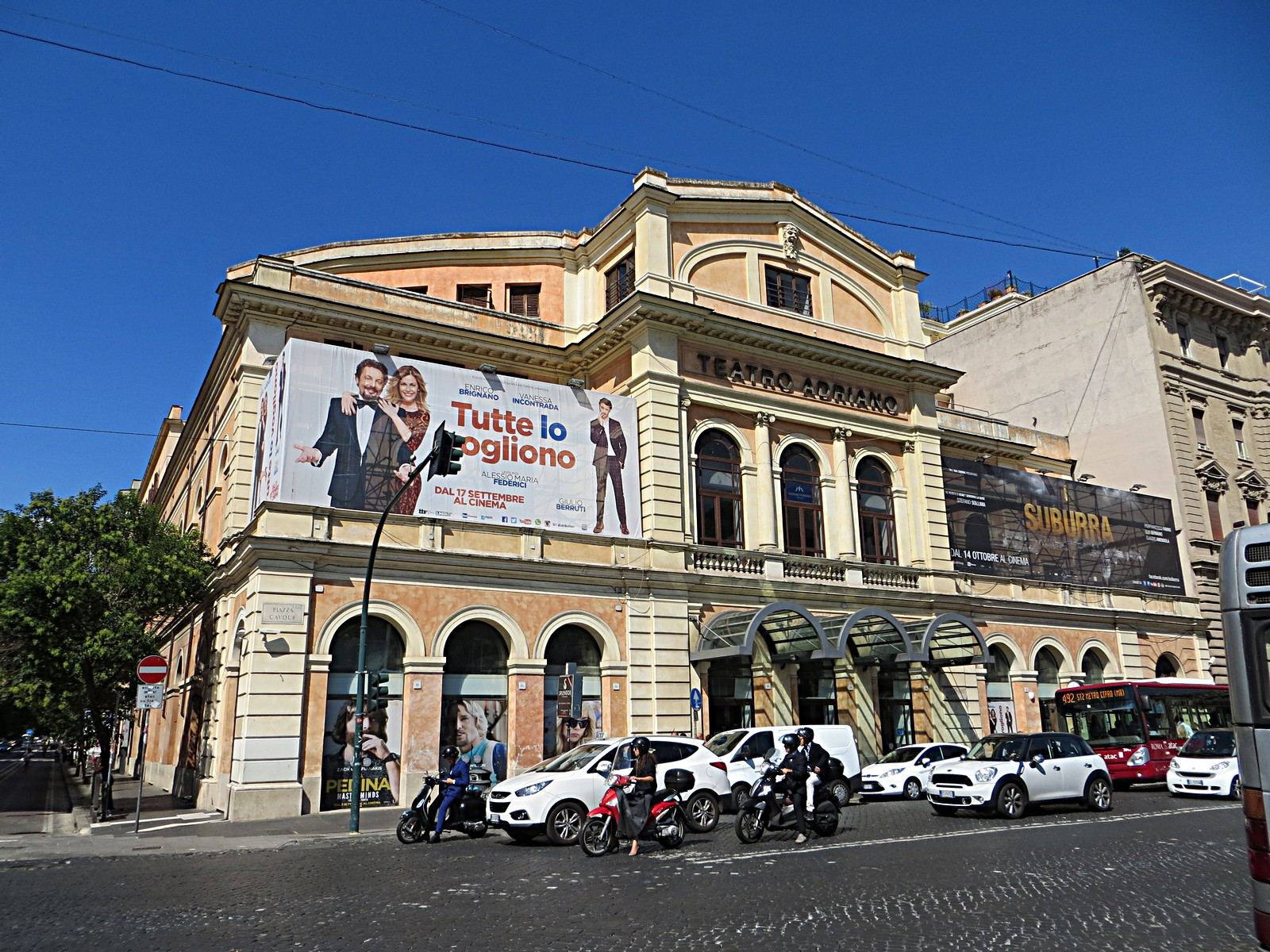
Façade